# 佐野康男
佐野 康男（さの やすお、1959年 - ）は北海道名寄市在住の日本のアマチュア天文家。なよろ市立天文台きたすばる特別研究アドバイザー。北海道大学理学研究院宇宙観測基礎データセンター研究員。

## 人物
1993年に名寄市立木原天文台の技師となり、2014年から2016年までなよろ市立天文台きたすばるの台長を務めた。2022年4月、同天文台の特別研究アドバイザーに就任。2010年より北海道大学理学研究院宇宙観測基礎データセンター研究員を務める。
自宅の観測所でセレストロン社の口径28cmF6.3シュミットカセグレン式望遠鏡C11と冷却CCDカメラST-9Eを用いて超新星を捜索しており、今までに3個の超新星を発見している。超新星発見のたびに日本天文学会より天体発見賞、独立発見の際は天体発見功労賞を受賞している。
そのほか小惑星による掩蔽の観測も行っている。
小惑星(8660) Sanoは佐野の名前にちなんで命名された。
2004年、名寄市文化奨励賞を受賞。2018年、名寄市文化賞を受賞。文化賞の初代受賞者は、なよろ市立天文台きたすばるの前身を創設した木原秀雄であり、佐野の科学部門（天文）での受賞は1960年の木原以来2人目である。
| 個数                                                     | 超新星名  | 出現日         | 星座           | 銀河     | 発見等級 | 出典          |
| -------------------------------------------------------- | --------- | -------------- | -------------- | -------- | -------- | ------------- |
| 1                                                        | SN 1997ef | 1997年11月25日 | やまねこ座     | UGC 4107 | 16.7     | [ 13 ] [ 14 ] |
| 2                                                        | SN 2002an | 2002年1月22日  | かに座         | NGC 2575 | 16.1     | [ 15 ]        |
| 3                                                        | SN 2005gl | 2005年10月12日 | アンドロメダ座 | NGC 266  | 16.7     | [1]           |
| - [1] アメリカのT. Puckettのグループチームに次ぐ独立発見 |           |                |                |          |          |               |